# Hermann Kappner
Hermann Kappner, född 17 maj 1907 i Oels i dåvarande Tyskland, död 13/4 1977 i Kristinehamn, var en tysk-svensk lärare.
Hermann Kappner var son till tidningsägaren Hermann Kappner och Klara Troll. Han växte upp i Tyskland, där han tog studentexamen 1925.
Han tog lärarexamen samt examen som fil.dr 1930 i Jena, flyttade till Sverige 1933 och anställdes av Karl Kärre som språkassistent i tyska inom Skolöverstyrelsen i september samma år. Han var samtidigt Sverigechef för den tyska regeringens utbytesverksamhet för universitetslärare, Deutscher Akademischer Austauschdienst. Han blev legationssekreterare på Tyska legationen i Stockholm 1939, en tjänst som han upprätthöll tills han blev inkallad till militärtjänstgöring i Tyskland 1944. Hans uppgift på ambassaden var att verka för nazipositiva läroplaner och attityder inom svensk skol-, universitets- och kulturverksamhet. Regeringen beslöt, efter det att han hoppat av sitt legationsarbete 1944, att utvisa honom, men utvisningsbeslutet verkställdes ej efter självmordshot och uppvaktningar av närstående.
Han kunde efter en tid påbörja en ny karriär i svensk statstjänst. Han blev lektor i tyska i Kristinehamn 1957 och blev åter ämneskonsulent vid Skolöverstyrelsen 1962. 
Han blev medlem 1937 i tyska nationalsocialistiska partiet. Efter sitt avhopp i oktober 1944 angav han tyska spioner i Sverige för den svenska säkerhetspolisen. Han blev 1956 svensk medborgare. Han var gift med Vega Swenson (född 1910).